# Narcisstromabekertje
De narcisstromabekertje (Stromatinia narcissi) is een schimmel behorend tot de familie Sclerotiniaceae. Het is een biotrofe parasiet die leeft op wortels.

## Kenmerken
Het veroorzaakt een ziekte op bollen. Op papierachtige buitenschubben worden talrijke zwarte sclerotulen, kleine compacte structuren, met een diameter van 0,5-2 mm gevormd.

## Verspreiding
In Nederland komt het narcisstromabekertje zeldzaam voor.